# Don Concannon
Rt Hon. John Dennis „Don“ Concannon, PC (* 16. Mai 1930 in Doncaster, South Yorkshire; † 14. Dezember 2003 in Mansfield, Nottinghamshire) war britischer Politiker der Labour Party, der unter anderem von 1966 bis 1987 Mitglied des House of Commons war sowie verschiedene Juniorminister-Posten bekleidete.

## Leben
John Dennis „Don“ Concannon besuchte die Weiterführende Schule in Rossington und leistete zwischen 1947 und 1953 Militärdienst im Gardegrenadier-Regiment Coldstream Guards. Er arbeitete als Bergmann und als Funktionär der Bergarbeitergewerkschaft NUM (National Union of Mineworkers), wobei er zeitweise auch Fernstudienkurse an der University of Nottingham belegte. Sein politisches Engagement für die Labour Party begann er als Mitglied des Rates des Municipal Borough Mansfield, in den er 1963 gewählt wurde.
Bei der Unterhauswahl am 31. März 1966 wurde Concannon als Nachfolger seines Parteifreundes Bernard „Harry“ Taylor im Wahlkreis „Mansfield“ erstmals zum Mitglied des House of Commons gewählt und vertrat diesen Wahlkreis bis zur Unterhauswahl am 11. Juni 1987, woraufhin sein Parteifreund Alan Meale zum neuen Abgeordneten gewählt wurde. Während dieser Zeit war er zwischen 1968 und 1970 stellvertretender Parlamentarischer Geschäftsführer (Assistant Whip) der Fraktion der regierenden Labour Party sowie im Anschluss von 1970 bis 1974 Parlamentarischer Geschäftsführer der nunmehr oppositionellen Labour-Fraktion im Unterhaus.
Nach dem Sieg der Labour Party bei der Unterhauswahl am 10. Oktober 1974 war Don Concannon als Nachfolger von Paul Hawkins kurzzeitig bis zu seiner Ablösung durch James „Jimmy“ Hamilton 1974 Vice-Chamberlain of the Royal Household und fungierte damit als Stellvertreter des Oberkammerherrn (Lord Chamberlain of the Household). Im Anschluss war er gemeinsam John „Jack“ Donaldson zwischen 1974 und deren Ablösung durch Raymond Carter und James Dunn 1976 Unterstaatssekretär im Ministerium für Nordirland (Under-Secretary of State for Northern Ireland). Am 14. April 1976 übernahm er von Stanley Orme den Posten als Staatsminister im Nordirland-Ministerium (Minister of State for Northern Ireland) und bekleidete dieses Amt zusammen mit Roland Moyle (27. Juni 1974 bis 10. September 1976) beziehungsweise Peter Mond, 4. Baron Melchett (ab 10. September 1976) bis zur Niederlage der Labour Party bis zur Niederlage bei der Wahl am 3. Mai 1979. Als Staatsminister wurde er zudem am 9. Februar 1978 zum Mitglied des Privy Council (PC), ein politisches Beratungsgremium des britischen Monarchen.
Aus seiner 1953 geschlossenen Ehe mit Iris May Wilson gingen zwei Söhne und zwei Töchter hervor.